# Odznaka honorowa „Zasłużony Honorowy Dawca Krwi”
Odznaka honorowa „Zasłużony Honorowy Dawca Krwi” – polskie odznaczenie resortowe ustanowione 22 sierpnia 1997 i nadawane od 31 października 1999, jako zaszczytne wyróżnienie nadawane honorowym dawcom krwi na zasadach i w trybie określonym w rozporządzeniu Ministra Zdrowia. Odznaka dzieli się na 3 stopnie.

## Zasady nadawania
Odznakę honorową nadaje Zarząd Okręgowy Polskiego Czerwonego Krzyża na pisemny wniosek:
- jednostek organizacyjnych PCK
- stowarzyszeń i klubów zrzeszających honorowych dawców krwi
- jednostek organizacyjnych publicznej służby krwi.

Odznakę wraz z legitymacją „Zasłużonego Honorowego Dawcy Krwi” nadaje Polski Czerwony Krzyż, na podstawie danych przekazanych przez jednostkę organizacyjną publicznej służby krwi, w której dawca krwi oddał krew lub jej składniki o objętości uprawniającej do nadania tej odznaki.
Wzór odznaki regulowało rozporządzenie Ministra Zdrowia z dnia 21 sierpnia 2006 r. Obecnie reguluje je rozporządzenie z 11 września 2017 r, zmienione 4 grudnia 2017 r. Szczegółowe zasady i tryb przyznawania reguluje Ustawa z dnia 20 maja 2016 r.
Odznaka honorowa „Zasłużony Honorowy Dawca Krwi” przysługuje honorowemu dawcy po oddaniu krwi w ilościach:
1. Złota odznaka honorowa „Zasłużony Honorowy Dawca Krwi I stopnia”
  - kobiecie, która oddała w dowolnym okresie co najmniej 15 litrów krwi lub odpowiadającą tej objętości ilość innych jej składników,
  - mężczyźnie, który oddał w dowolnym okresie co najmniej 18 litrów krwi lub odpowiadającą tej objętości ilość innych jej składników.
2. Srebrna odznaka honorowa „Zasłużony Honorowy Dawca Krwi II stopnia”
  - kobiecie, która oddała w dowolnym okresie co najmniej 10 litrów krwi lub odpowiadającą tej objętości ilość innych jej składników,
  - mężczyźnie, który oddał w dowolnym okresie co najmniej 12 litrów krwi lub odpowiadającą tej objętości ilość innych jej składników.
3. Brązowa odznaka honorowa „Zasłużony Honorowy Dawca Krwi III stopnia”
  - kobiecie, która oddała w dowolnym okresie co najmniej 5 litrów krwi lub odpowiadającą tej objętości ilość innych jej składników,
  - mężczyźnie, który oddał w dowolnym okresie co najmniej 6 litrów krwi lub odpowiadającą tej objętości ilość innych jej składników.

## Opis odznaki
1. Złota odznaka honorowa „Zasłużony Honorowy Dawca Krwi I stopnia” – ma kształt rozety o średnicy 27 mm w kolorze złotym; wokół jej krawędzi jest umieszczonych pięć czerwonych serc; w środku, na okrągłej białej tarczy symbol Czerwonego Krzyża; w otoku złoconym napis w kolorze złotym „HONOROWY DAWCA KRWI PCK”; rozeta zawieszona jest na zawieszce o wymiarach 24 × 5 mm z umieszczonym na czerwonym tle napisem w kolorze złotym „ZASŁUŻONY”.
2. Srebrna odznaka honorowa „Zasłużony Honorowy Dawca Krwi II stopnia” – ma kształt rozety o średnicy 25 mm w kolorze białym; wokół jej krawędzi umieszczone są cztery czerwone krople; w środku, na okrągłej białej tarczy symbol Czerwonego Krzyża; w otoku napis w złotym kolorze „HONOROWY DAWCA KRWI PCK”; rozeta zawieszona jest na zawieszce o wymiarach 24 × 5 mm z umieszczonym na czerwonym tle napisem w kolorze złotym „ZASŁUŻONY”.
3. Brązowa odznaka honorowa „Zasłużony Honorowy Dawca Krwi III stopnia” – ma kształt stylizowanego krzyża o wymiarach 20 × 20 mm w kolorze czerwonym w obramowaniu w kolorze złotym; w środku krzyża, na tle ośmiokąta w kolorze złotym, umieszczona jest biała okrągła tarcza z symbolem Czerwonego Krzyża i napisem w kolorze złotym „HONOROWY DAWCA KRWI PCK”; krzyż zawieszony jest na zawieszce o wymiarach 24 × 5 mm z umieszczonym na czerwonym tle napisem w kolorze złotym „ZASŁUŻONY”.

Odznakę honorową nosi się na prawej stronie piersi.

## Odznaczeni

### Liczba nadań
| Rok  |       |        |        | Razem  |
| ---- | ----- | ------ | ------ | ------ |
| 2006 | 3 339 | 3 797  | 6 418  | 13 554 |
| 2007 | 3 867 | 4 103  | 6 706  | 14 676 |
| 2008 | 3 373 | 3 973  | 7 302  | 14 648 |
| 2009 | 3 915 | 4 769  | 9 301  | 17 985 |
| 2010 | 3 659 | 4 498  | 9 517  | 17 674 |
| 2011 | 4 007 | 4 795  | 11 088 | 19 890 |
| 2012 | 4 221 | 5 035  | 11 315 | 20 571 |
| 2013 | 4 766 | 6 065  | 12 473 | 23 304 |
| 2014 | b.d.  | b.d.   | b.d.   | 28 434 |
| 2015 | b.d.  | b.d.   | b.d.   | 32 117 |
| 2016 | b.d.  | b.d.   | b.d.   | 33 682 |
| 2017 | b.d.  | b.d.   | b.d.   | 27 603 |
| 2018 | b.d.  | b.d.   | b.d.   | 23 344 |
| 2019 | b.d.  | b.d.   | b.d.   | 45 205 |
| 2020 | b.d.  | b.d.   | b.d.   | 30 146 |
| 2021 | b.d.  | b.d.   | b.d.   | 38 289 |
| 2022 | 9 010 | 11 879 | 22 593 | 43 482 |

b.d. – brak danych (informacja nie ujęta w sprawozdaniu)
Na podstawie rocznych sprawozdań z działalności PCK w latach 2003-2022.